# Nethinius vicinus
Nethinius vicinus là một loài bọ cánh cứng trong họ Cerambycidae.